# Teatre La Perla
Teatre La Perla és un històric teatre d'estructura neoclàssica de la ciutat de Ponce, Puerto Rico, inaugurat l'any 1864. És el segon teatre més antic de la seva classe dins Puerto Rico, però "el més gran i historic en el Carib de parla hispana." El teatre va ser anomenat La Perla en honor de la Mare de Déu de Montserrat, coneguda com "La Perla del mediterrani." Éstà localitzat en barri Tercero, a la zona històrica de Ponce.
El teatre va ser dissenyat per Juan Bertoli Calderoni (un resident italià de la ciutat) en el 1860s i aguanta una estructura neoclàssica amb una entrada de sis columnes. L'edifici fou afectat pel  terratrèmol de 1918 i va ser reconstruït utilitzant els plans originals el 1940 i reobert el 1941, amb una millor tecnologia d'acústica. Va tancar el 2006 per renovacions i va ser reobert el 14 de març de 2008. Va ser construït sota la iniciativa de Francisco Parra Duperón i Pedro Garriga el maig de 1864. Va ser inaugurat el 28 de maig de 1864 amb la obra La campana de la Almudaina de l'escriptor mallorquí Juan Palou y Coll per l'empresa teatral de Segarra & Argente. El 1901, el francès Eduardo Hervet va mostrar la primera pel·lícula muda emesa a Puerto Rico en aquest teatre. El primer director tècnic d'il·luminació del teatre fou Félix Juan Torres Ortiz.
El Teatre La Perla es fa servir com a  escenari de la cultura artística teatral en la regió, així com a lloc d'assemblea pels dedicats als assumptes socials de Ponce i de tot Puerto Rico. Va tenir aquesta funció tant al final del règim espanyol així com els primers anys de Puerto Rico com a territori dels Estats Units.
El teatre té una capacitat de 1.047 persones assegudes i es fa servir regularment concerts, òpera, jocs, i diverses activitats cíviques i educatives com graduacions escolars. El lobby del teatre té un museu petit dedicat a la història de l'edifici i espectacles passats.